# Kabiné Komara
Kabiné Komara (ur. 1950) – gwinejski polityk, premier Gwinei od 30 grudnia 2008 do 26 stycznia 2010.

## Życiorys
Kabiné Komara urodził w Górnej Gwinei w grupie językowej Maninka. W 1973 ukończył zarządzanie w École supérieure d'administration w Konakry. Komara studiował również w École des hautes études commerciales (HEC) w Paryżu, École supérieure de commerce de Rennes w Rennes, a także ekonomię na Uniwersytecie Kolorado w USA oraz zarządzanie i bankowość na Uniwersytecie Amerykańskim w Kairze. 
Karierę zawodową rozpoczynał w latach 70. XX w., pracując w gwinejskim banku centralnym w czasie rządów prezydenta Ahmeda Sekou Touré. W 1975 zaczął pracę w sektorze prywatnym, w firmie Friguia zajmującej się produkcją aluminium w mieście Fria. W latach 1984–1986 pełnił funkcję dyrektora ds. personelu w Gwinejskiej Kompanii Boksytów (CBG, Compagnie des Bauxites de Guinée). W 1986 zaczął pracę w Ministerstwie Planowania po przejęciu władzy przez prezydenta Lansanę Conté. 
W 1990 wszedł w skład Przejściowego Komitetu na rzecz Odnowy Narodowej (CTRN), tymczasowego rządu składającego się z urzędników cywilnych i wojskowych, powołanego przez prezydenta Conté. Był w nim odpowiedzialny za planowanie gospodarcze oraz współpracę. W latach 90. XX w. kontynuował pracę w Ministerstwie Planowania i Ministerstwie Finansów, będąc przedstawicielem kraju w stosunkach z Afrykańskim Bankiem Rozwoju. W latach 1995–2008 Kabiné Komara zajmował stanowisko dyrektora ds. projektów i spraw administracyjnych w Afrykańskim Banku Eksport-Import z siedzibą w Kairze w Egipcie, który od 1994 zajmuje się promocją handlu między państwami afrykańskimi. 
Kandydatura Komary na stanowisko szefa rządu pojawiła po raz pierwszy się już w lutym 2007 w czasie strajków i demonstracji związków zawodowych przeciw polityce i władzy prezydenta Lansany Conté. Strajki te zakończyły się kompromisem władz z protestującymi, polegającym na wyborze nowego premiera przez prezydenta Conté spośród listy osób zaproponowanych przez związkowców. Na liście tej, pojawiło się nazwisko Komary, jednak premierem został wybrany Lansana Kouyaté.

## Premier
30 grudnia 2008 Moussa Dadis Camara, przewodniczący Rady Narodowej na rzecz Demokracji i Rozwoju, która dokonała wojskowego zamachu stanu w Gwinei, mianował Kabiné Komarę nowym premierem Gwinei. Informacja o tym została podana do wiadomości poprzez transmisję radiową. Mianowanie cywilnego premiera przez wojskową juntę, było widziane jako próba legitymizacji swojej władzy na arenie międzynarodowej. Komara w swoim oświadczeniu 30 grudnia 2008, zaakceptował objęcie stanowiska i udał się z Kairu do Konakry specjalnym lotem przez Paryż i Dakar.
19 stycznia 2010 p.o. prezydenta Sékouba Konaté, po podpisaniu porozumienia w sprawie utworzenia wspólnie z opozycją rządu jedności narodowej, nowym szefem rządu desygnował Jeana-Marie Doré, który objął urząd 26 stycznia 2010.
Kabiné Komara jest żonaty, ma sześcioro dzieci. Mówi w języku francuskim i angielskim.